# Заґроба
Заґроба (пол. Zagroba) — село в Польщі, у гміні Бельськ Плоцького повіту Мазовецького воєводства.
Населення — 143 особи (2011).
У 1975-1998 роках село належало до Плоцького воєводства.

## Демографія
Демографічна структура станом на 31 березня 2011 року:
|          | Загалом | Допрацездатний вік | Працездатний вік | Постпрацездатний вік |
| -------- | ------- | ------------------ | ---------------- | -------------------- |
| Чоловіки | 69      | 15                 | 46               | 8                    |
| Жінки    | 74      | 16                 | 41               | 17                   |
| Разом    | 143     | 31                 | 87               | 25                   |